# Чингул
Чингул (укр. Чингул) — река в Токмакском районе Запорожской области, правый приток реки Молочной.

## Описание
Длина 43 км. Площадь водосборного бассейна 399 км². Уклон 1,2 м/км. Долина V-образная, шириной до 2,5 км, глубиной до 40 м. Пойма двухсторонняя, шириной до 100 м. Русло слабовыраженное, часто пересыхает, шириной до 5 м. Используется для сельскохозяйственных нужд. Есть пруды.
Крупнейшим притоком (правым) является Куркулак, который впадает в Чингул у села Заможное, в 9 км от устья Чингула.
Близ впадения в Молочную, над Чингулом находится Чингульский курган — половецкое (кыпчакское) погребение второй четверти — середины XIII века.

## Населённые пункты
Река начинается у села Нового, протекает через сёла Червоногорка, Садовое, Шевченково, Заможное и впадает в Молочную реку в городе Молочанск.